# 화학철학
화학철학 또는 화학의 철학(Philosophy of chemistry)은 화학 과학의 방법론과 기본 가정을 고려한다. 철학자, 화학자, 철학자-화학자 팀이 이를 탐구한다. 역사의 대부분 동안 과학철학은 물리학철학의 지배를 받아왔지만, 화학에서 제기되는 철학적 질문은 20세기 후반부터 점점 더 많은 관심을 받아왔다.

## 같이 보기
- 화학사
- 중심과학